# Heinrich Borcholt
Heinrich Borcholt (auch: von Borcholt, von Borchold, von Borcholten, von Borcholden; * 1531 in Lüneburg; † 1. August 1585 in Mainz) war im 16. Jahrhundert Kanzler von Verden.

## Familie
Er entstammte der Patrizierfamilie Borcholt, die später erst von Borcholt, v. Borchold, v. Borcholten und v. Borcholden genannt wurde. Seine Eltern waren der spätere Ratsherr Statius Borcholt  d. Ä. (gestorben 1569) und dessen Frau Hille von der Mühlen. Er selber heiratete die Lüneburger Patriziertochter Gertrut Schomaker, die ihm sechs Söhne und eine Tochter gebar.

## Berufsleben
Er studierte in Köln (1548), Orleans (1549), Löwen (1551) und Bologna (1556) und schloss sein Studium dort als Dr. jur. utr. (1557) ab.
Am 5. September 1557 schrieb sich „Henricus Bocholt, et natione et patria Luneburgensis, diocesis Werdensis, patricoo et senatoris filius … iuris utriusque studiosus“ in Rom in das Bruderschaftsbuch des Collegio Teutonico di Santa Maria dell’Anima ein. Später war er Hofrat des Erzbischofs Georg von Bremen für dessen Stifte Minden und Verden seit 1559, seit 1563 zuerst Commissarius der Propstei St. Johannis zu Lüneburg und 1566 selbst Propst, ernannt von Bischof Eberhard von Holle, doch ohne dass er die Präbende vom Domkapitel erhielt, weil er verheiratet war.
Schon vor 1564 erhob ihn Georg zum Kanzler des Stiftes Verden, und Bischof Eberhard behielt ihn 1566 in dieser Stellung, in welcher er, ein eifriger Protestant, wahrscheinlich den Erzbischof Georg zunächst zur Förderung des Protestantismus (wenn auch mehr nach dem Bekenntnis der Reformierten) und endlich zur Nehmung des Abendmahls in beiderlei Gestalt veranlasste. Die vorzügliche Regierung der Bischöfe Georg und Eberhard ist vorzugsweise der Klugheit, treuen Sorgfalt und Geschäftskunde Borcholts zu danken, der in allen Verhandlungen jener Zeit hervortritt, Eberhard auf die Reichstage begleitete und nach einer Visitation des Reichskammergerichtes auf der Heimreise in Mainz starb.

## Familie
Seine Brüder waren der Bürgermeister von Lüneburg (1578–1594) Georg Borcholt († 1600), der Rostocker Professor Johannes Borcholt (1535–1593) und der erzbischöflich bremische, bischöflich hildesheimische und fürstlich lüneburgische Rat Caspar Borcholt († 1599).
Das rittermäßige Geschlecht v. Borcholte, ein Zweig der v. Stade, hängt nicht mit den Patriziern zusammen.